# Terezino Polje
Terezino Polje (Hongaars: Trézenföld) is een plaats in de gemeente Lukač in de Kroatische provincie Virovitica-Podravina.
Terezino Polje telt 332 inwoners en ligt aan de A13 nabij de grens met Hongarije.
In het verleden maakte het dorp onderdeel uit van de Hongaarstalige zuidoever van de rivier de Drava. In 1910 was 98% van de bevolking Hongaarstalig.